# シンシア・カルビーロ
シンシア・カルビーロ（Cynthia Calvillo、1987年7月13日 - ）は、アメリカ合衆国の女性総合格闘家。カリフォルニア州サンノゼ出身。チーム・アルファメール所属。。シンシア・カルビーヨとも表記される。

## 来歴
2012年にアマチュア総合格闘技デビューし、アスペン・ラッドから勝利するなど4年間で5勝1敗の戦績を残した。
2016年にプロ総合格闘技デビューすると、5か月で2TKOを含む3連勝を飾った。

### UFC
2017年3月4日、UFC初出場となったUFC 209で10日前のオファーを受け入れてアマンダ・クーパーと対戦し、1ラウンドにリアネイキドチョークで勝利した。
2017年7月16日、UFC Fight Night: Nelson vs. Ponzinibbioで女子ストロー級ランキング14位のジョアン・コールダウッドと対戦。しかし計量でコールダウッドが2ポンド体重超過し、ファイトマネーを20％没収された上で、試合はキャッチウェイトで行われることとなった。カルビーロは、この試合に3-0の判定で勝利した。
2017年12月30日、UFC 219で女子ストロー級ランキング9位のカーラ・エスパルザと対戦し、0-3の判定負けを喫した。試合後の競技内薬物検査でカルビーロからマリファナの代謝物であるカルボキシ-THCの陽性反応が検出され、米国アンチドーピング機関（USADA）から6か月の出場停止処分を受けた。ネバダ州アスレチック・コミッションは後にこの期間を9か月に延長した。
2019年2月17日、UFC on ESPN: Ngannou vs. Velasquezで女子ストロー級ランキング11位のコートニー・ケイシーと対戦し、3-0の判定勝ち。
2019年12月7日、UFC on ESPN: Overeem vs. Rozenstruikで女子ストロー級ランキング9位のマリナ・ロドリゲスと対戦し、0-1の判定ドロー。
2020年6月13日、UFC on ESPN: Eye vs. Calvilloで女子フライ級ランキング1位のジェシカ・アイと対戦し、5R判定勝ち。
2020年11月21日、UFC 255で女子フライ級ランキング2位のケイトリン・チュケイギアンと対戦し、0-3の判定負け。
2021年9月25日、UFC 266で女子フライ級ランキング1位のジェシカ・アンドラージと対戦し、スタンドパンチ連打で1RTKO負け。
2021年11月13日、UFC Fight Night: Holloway vs. Rodríguezで女子フライ級ランキング12位のアンドレア・リーと対戦し、2R終了時にコーナーストップでTKO負け。
2022年8月13日、UFC on ESPN: Vera vs. Cruzで女子ストロー級ランキング9位のニーナ・アンサロフと対戦し、1-2の判定負け。4連敗となった。

## 戦績
| 総合格闘技 戦績 | 総合格闘技 戦績 | 総合格闘技 戦績 | 総合格闘技 戦績 | 総合格闘技 戦績 | 総合格闘技 戦績 | 総合格闘技 戦績 |
| --------------- | --------------- | --------------- | --------------- | --------------- | --------------- | --------------- |
| 16 試合         | (T)KO           | 一本            | 判定            | その他          | 引き分け        | 無効試合        |
| 9 勝            | 2               | 3               | 4               | 0               | 1               | 0               |
| 6 敗            | 2               | 0               | 4               | 0               | 1               | 0               |

| 勝敗 | 対戦相手                     | 試合結果                          | 大会名                                  | 開催年月日     |
| -    | ピエラ・ロドリゲス           | 試合前                            | UFC Fight Night: Allen vs. Curtis 2     | 2024年4月6日   |
| ×    | ルーピー・ゴディネス         | 5分3R終了 判定1-2                 | UFC 287: Pereira vs. Adesanya 2         | 2023年4月8日   |
| ×    | ニーナ・アンサロフ           | 5分3R終了 判定1-2                 | UFC on ESPN 41: Vera vs. Cruz           | 2022年8月13日  |
| ×    | アンドレア・リー             | 2R 5:00 TKO（コーナーストップ）   | UFC Fight Night: Holloway vs. Rodríguez | 2021年11月13日 |
| ×    | ジェシカ・アンドラージ       | 1R 4:54 TKO（スタンドパンチ連打） | UFC 266: Volkanovski vs. Ortega         | 2021年9月25日  |
| ×    | ケイトリン・チュケイギアン   | 5分3R終了 判定0-3                 | UFC 255: Figueiredo vs. Perez           | 2020年11月21日 |
| ○    | ジェシカ・アイ               | 5分5R終了 判定3-0                 | UFC on ESPN 10: Eye vs. Calvillo        | 2020年6月13日  |
| △    | マリナ・ロドリゲス           | 5分3R終了 判定0-1                 | UFC on ESPN 7: Overeem vs. Rozenstruik  | 2019年12月7日  |
| ○    | コートニー・ケイシー         | 5分3R終了 判定3-0                 | UFC on ESPN 1: Ngannou vs. Velasquez    | 2019年2月17日  |
| ○    | ポリアナ・ボテーリョ         | 1R4:48 リアネイキドチョーク       | UFC Fight Night: Magny vs. Ponzinibbio  | 2018年11月17日 |
| ×    | カーラ・エスパルザ           | 5分3R終了 判定0-3                 | UFC 219: Cyborg vs. Holm                | 2017年12月30日 |
| ○    | ジョアン・コールダウッド     | 5分3R終了 判定3-0                 | UFC Fight Night: Nelson vs. Ponzinibbio | 2017年7月16日  |
| ○    | パール・ゴンザレス           | 3R3:45 リアネイキドチョーク       | UFC 210: Cormier vs. Johnson 2          | 2017年4月8日   |
| ○    | アマンダ・クーパー           | 1R3:19 リアネイキドチョーク       | UFC 209: Woodley vs. Thompson 2         | 2017年3月4日   |
| ○    | モンタナ・デ・ラ・ローザ     | 3R 2:54 TKO（パンチ）             | Legacy Fighting Alliance 1              | 2017年1月13日  |
| ○    | ジリアン・ロバートソン       | 5分3R終了 判定3-0                 | Global Knockout 8                       | 2016年11月19日 |
| ○    | ジェシカ・サンチェス＝バーチ | 2R3:21 TKO（パンチ）              | Global Knockout 7                       | 2016年8月27日  |

## 表彰
- MMAjunkie.com 
  - 2017 Newcomer of the Year[14]